# Blasius Merrem
Blasius Merrem  (Bremen, 4 de fevereiro de 1761 - Marburg, 23 de fevereiro de 1824) foi um naturalista alemão.